# Ƥ
Ƥ, ƥ（P-hook）是1982年版非洲参考字母之一，由 P 加上一个勾之後组成，用来书写非洲语言，如塞内加尔的Sereer语言。
小写 ƥ 曾用在國際音標中，代表清雙唇內破音。1993年版本的国际音标取消了此符号，改用 ɓ̥ 取代。